# Aleksej Smertin
Aleksej Gennadjevitj Smertin (ryska: Алексей Генна́дьевич Смертин), född 1 maj 1975, är en rysk före detta professionell fotbollsspelare som senast spelade för Fulham FC innan han drog sig tillbaka 2008. Han har tidigare varit lagkapten i Rysslands herrlandslag i fotboll.